# Liste der Monuments historiques in Aubigny-la-Ronce
Die Liste der Monuments historiques in Aubigny-la-Ronce führt die Monuments historiques in der französischen Gemeinde Aubigny-la-Ronce auf.

## Liste der Objekte
| Bezeichnung                 | Beschreibung                                         | Standort                              | Kennzeichnung | Schutzstatus | Datum | Bild |
| --------------------------- | ---------------------------------------------------- | ------------------------------------- | ------------- | ------------ | ----- | ---- |
| Skulptur Heiliger Sebastian | Holz, farbig gefasst, 17. Jahrhundert                | in der Kirche St-Jean-Baptiste (Lage) | PM21000104    | Classé       | 1960  |      |
| Adlerpult                   | Holz, farbig gefasst, Schmiedeeisen, 16. Jahrhundert | in der Kirche St-Jean-Baptiste (Lage) | PM21000105    | Classé       | 1978  |      |